# 사이타마 시립 오미야 구장
사이타마 시립 오미야 구장(일본어: さいたま市営大宮球場 사이타마시에오미야큐죠[*])은 일본 사이타마현 사이타마시 오미야구 오와다 공원에 있는 야구장이다. 시설은 사이타마 시가 소유하고 있으며 사이타마 시 공원 녹지 협회가 지정 관리자로 운영 관리를 하고 있다.